# Belince
Belince és un poble i municipi d'Eslovàquia. Es troba a la regió de Nitra.

## Història
La primera menció escrita de la vila es remunta al 1318.

## Demografia
| Godina             | 1994 | 2004   | 2014    | 2024    |
| ------------------ | ---- | ------ | ------- | ------- |
| Nombre de persones | 267  | 281    | 324     | 376     |
| Diferència         |      | +5,24% | +15,30% | +16,04% |

| Godina             | 2023 | 2024   |
| ------------------ | ---- | ------ |
| Nombre de persones | 383  | 376    |
| Diferència         |      | −1,82% |